# رودني هاريس
رودني هاريس (بالإنجليزية: Rodney Harris)‏ هو عالم وراثة بريطاني، ولد في 17 يناير 1932، وتوفي في 7 ديسمبر 2017.